# Infected Mushroom
Infected Mushroom е израелски психеделик транс дует.
Събира доста популярност още от края на 1990-те години, когато започват, до днешни дни. Родом от Хайфа, дуетът продължава да се радва на фенския интерес, спечелен с първия си албум „The Gathering“ (1999), не изменяйки стила си в следващите няколко албума, а именно „Classical Mushroom“ (2000), „B.P. Empire“ (2001) и „Converting Vegetarians“ (2003). Албумът „IM The Supervisor“ (2004) съдържа един от най-големите им хитове – „Cities Of The Future“. Най-новият им албум се казва „Vicious Delicious“ (2007), и за много от феновете това е най-комерсиално ориентираният и поп настроен албум на групата.

## История
Infected Mushroom са сред най-известните пионери на пси-транса, въпреки своя постоянно еволюиращ стил, както и на тенденцията им към по-заинтригуващи и лесни за запомняне ритми, за разлика от повечето ексцентрични пси-транс мелодии, използвани предимно в пси-транс стила. И Ерез и Амит (Duvdev) са учили класическа музика и това може би обяснява разликата на тяхната музика, спрямо другите представители на пси-транса. The Gathering (1999) е първият им албум, с най-известна песен „Psycho“. Този албум поражда интереса към израелския пси-транс, който става популярен предимно сред младата част от населението, а вече печели почитатели дори в другите обществени прослойки. Още на следващата година дуетът записва и албума Classical Mushroom (2000), който съдържа парчето „Bust a Move“ – често цитирано, като пример за таланта им. Еволюцията в музиката на израелския дует също не е подмината от критиката и следващата им тава BP Empire (2001) е приета сравнително добре от фенове и критици. Въпреки това, албумът е сметнат за избягване на каноните на жанра и е заклеймен от много пси-транс маниаци за промяна в стила на дуета, но в неясна посока.
Поради нарастващата критика относно прекалената еднаквост на предишните им албуми, Infected Mushroom решават да опитат нещо ново с епичната „Dancing with Kadafi“, комбинирайки различни стилове музика, предимно източни мелодии, както и класически елементи, показвайки своите умения на пиано и виолина. Най-противоречивият им албум се оказва излезлия през 2003 година „Converting Vegeterians“, който се състои от 2 диска с тотално различно съдържание – единият съдържа нормалните за техния стил транс-парчета, докато във втория те показват уменията си и в други стилове, като хип-хоп и R&B. Парчето им, наречено на албума „Converting Vegeterians“, е първото, използващо гласа на Duvdev, и се бори срещу типичната пси-транс философия, привличайки по-консервативните фенове към по-специфичния стил на израелците. Остатъкът от CD-то разкрива други музикални стилове, като парчето „I Wish“ включващо електронно синтезиран глас.
В албума са включени и елементи от известния британски пси-транс вокалист Michele Adamson и по-точно в парчетата „Blink“, „Illuminaughty“ и в малка част – „Ballerium“, записано като част от саундтрака на предстояща компютърна игра. Излизането на най-очаквания им албум IM The Supervisor през 2004 г. (името често е бъркано с I’m The Supervisor), допълнително изненада слушателите с коктейл от транс ритми при това са по-комерсиални. Дуетът се премества през 2009 г. от родния си Хайфа в студио в Лос Анжелис, където работят върху новия си албум, след като завършват турнето си.

## Членове
- Ерез Ейзен е по-познат като I.Zen или One Man Crew. Участвал е в Гоа транс групите Shidapu и Shiva Shidapu. Той е и китарист на дуета по време на изпълнения на живо
- Амит Дувдевани, по-известен като Duvdev.

## Дискография

### Албуми
The Gathering (1999)
1. „Release Me“ – 8:29
2. „The Gathering“ – 7:44
3. „Return of the Shadows“ – 8:13
4. „Blue Muppet“ – 8:09
5. „Psycho“ – 8:38
6. „Montoya Remix“ – 8:20
7. „Tommy the Bat“ – 7:29
8. „Virtual Voyage“ – 8:24
9. „Over Mode“ – 8:36

Classical Mushroom (2000)
1. „Bust A Move“ – 8:21
2. „None Of This Is Real“ – 6:22
3. „Sailing In The Sea Of Mushroom“ – 8:18
4. „The Shen“ – 8:33
5. „Disco Mushroom“ – 8:46
6. „Dracul“ – 8:00
7. „Nothing Comes Easy“ – 7:26
8. „Mush Mushi“ – 7:36
9. „The Missed Symphony“ – 10:25

B.P. Empire (2001)
1. „Never Ever Land“ – 7:47
2. „Unbalanced (Baby Killer Remix)“ – 7:16
3. „Spaniard“ – 7:38
4. „B.P. Empire“ – 7:26
5. „Funchameleon“ – 6:55
6. „Tasty Mushroom“ – 6:56
7. „Noise Maker“ – 7:39
8. „P.G.M. (Prehistoric Goa Mood)“ – 7:22
9. „Dancing with Kadafi“ – 10:23

Converting Vegetarians (2003)
- CD 1 – Trance Side

1. „Albibeno“ (Eizen/Duvdevani) – 7:01
2. „Hush Mail“ (Eizen/Duvdevani) – 6:58
3. „Apogiffa Night“ (Eizen/Duvdevani) – 8:05
4. „Song Pong“ (Eizen/Duvdevani) – 8:33
5. „Chaplin“ (Eizen/Duvdevani) – 6:52
6. „Echonomix“ (Eizen/Duvdevani) – 7:39
7. „Scorpion Frog“ (Eizen/Duvdevani) – 7:55
8. „Deeply Disturbed“ (Eizen/Duvdevani) – 8:24
9. „Semi Nice“ (Eizen/Duvdevani) – 6:06
10. „Yanko Pitch“ (Eizen/Duvdevani) – 8:12

- CD 2 – The Other Side

1. „Converting Vegetarians“ (Eizen/Duvdevani) – 5:39
2. „Elation Station“ (Eizen/Duvdevani) – 5:35
3. „Drop Out“ – (Eizen/Duvdevani) – 5:14
4. „Avratz“ – (Eizen/Duvdevani) – 10:23
5. „Blink“ – (Eizen/Duvdevani/Adamson) – 5:32
6. „Shakawkaw“ – (Eizen/Duvdevani) – 4:08
7. „Pletzturra“ – (Eizen/Duvdevani) – 6:44
8. „I Wish“ – (Eizen/Duvdevani) – 3:00
9. „Ballerium“ – (Eizen/Duvdevani/Adamson) – 7:17
10. „Selecta“ – (Eizen/Duvdevani) – 5:21
11. „Illuminaughty“ – (Eizen/Duvdevani/Adamson) – 4:50
12. „Jeenge“ – (Eizen/Duvdevani) – 7:02
13. „Elevation“ – (Eizen/Duvdevani) – 5:16

IM The Supervisor (2004)
1. „IM the Supervisor“ (Aizen/Duvdevani) – 8:34
2. „Ratio Shmatio“ (Aizen/Duvdevani) – 6:29
3. „Muse Breaks RMX“ (Dagan/Aizen/Duvdevani) – 7:09
4. „Meduzz“ (Aizen/Duvdevani) – 6:42
5. „Cities of the Future“ (Aizen/Duvdevani) – 6:59
6. „Horus the Chorus“ (Aizen/Duvdevani) – 7:39
7. „Frog Machine“ (Aizen/Duvdevani) – 6:10
8. „Noon“ (Aizen/Duvdevani) – 6:07
9. „Bombat“ (Aizen/Duvdevani) – 8:17
10. „Stretched“ (Aizen/Duvdevani) – 7:22

Vicious Delicious (2007)
1. „Becoming Insane“ – 7:20
2. „Artillery“ (featuring Swollen Members) – 4:28
3. „Vicious Delicious“ – 7:24
4. „Heavyweight“ – 8:41
5. „Suliman“ – 6:10
6. „Forgive Me“ – 3:29
7. „Special Place“ – 6:53
8. „In Front of Me“ – 4:28
9. „Eat it Raw“ – 6:30
10. „Change the Formality“ – 7:44
11. „Before“ – 6:56

Legend of the Black Shawarma (2009)
1. „Poquito Mas“ – 3:39
2. „Saeed“ – 7:03
3. „End of the Road“ – 6:47
4. „Smashing the Opponent“ – 4:10
5. „Can't Stop“ – 7:23
6. Herbert the Pervert – 7:17
7. Killing Time – 3:04
8. Project 100 – 9:38
9. Franks – 8:05
10. Slowly – 9:00
11. The Legend of the Black Shawarma – 7:11
12. Riders on the Storm – 4:29

Army of Mushrooms (2012)
1. „Never Mind“ – 6:05
2. „Nothing to Say“ – 6:28
3. „Send Me an Angel“ – 7:25
4. „U R So Fucked“ – 4:41
5. „The Rat“ – 7:43
6. „Nation of Wusses“ – 7:02
7. „Wanted To“ – 3:24
8. „Serve My Thirst“ – 6:46
9. „I Shine“ – 5:43
10. „Drum n Bassa“ – 7:12
11. „The Pretender“ – 6:34
12. „The Messenger 2012“ – 10:38
13. „Swingish“ – 6:16

### EP-та
- Intelligate EP (1999)
- Bust a Move EP (2001)
- Classical Mushroom EP (2001)
- B.P. Empire EP (2001)
- Birthday EP (с участието на Berry Sakharof) (2002)
- Deeply Disturbed EP (2003)
- The Other Side EP (2003)
- Cities of the Future EP (2004)
- Stretched (2005)
- Becoming Insane (2007)
- Army Of Mushrooms (2012)

### Песни в компилации
с наклонен шрифт – заглавието на песента – с обикновен – компилация, в която е включена
- Acid Killer: Isr-Aliens
- Angel Jonathan: Yahel – For The People
- Anyone Else But Me: Unidentified Forms of Sounds 2
- Arabian Nights On Mescaline:	GMS vs. Systembusters
- Blue Rythmic Night: Space Mantra
- Baby Killer: Void Indigo
- Cat On Mushroom: Space Cats – Beam Me Up
- Classical Mushroom: Israliens 2
- Coolio Remix: Coolio EP
- Crazy D: Isr-Aliens
- Dainai: Moon
- Devil Final Rmx: Unidentified Forms Of Sound
- Dirty 80's: Psysex – Hardcore Blastoff
- Doremifas: Unidentified Forms of Sounds 3
- Double Click: Israel's Psychedelic Trance 5
- Double Click (Piano Version): Unknown Album/Compilation
- Dream Theatre: Space Mantra
- Elation Station REMIX: Intercept Sound Enforcers Vol.1
- Electro Panic: Yahel – Private Collection
- Elevation: Another Life
- Elm: Unidentified Forms Of Sound
- Evadawn: Vision quest Gathering 2002/Amphibians
- Expose: Deck Wizards – Enhanced Reality
- Facing: Magnet
- For The People: Yahel – For The People
- Gamma Goblins RMX: Hallucinogen
- Gravity Waves Rmx: Xerox – Freestyle
- I See Myself: Unusual Suspects
- Into The Matrix: Israliens 2
- Look At Me: Voojo Rituals
- Lo Ra: Life Is... Creation
- Merlin (Global Cut): Contact Clubber Vol: 1
- Millions OF Miles Away Remix: Oforia – Millions Miles Away EP
- Ministering Angels: Contact Clubber Vol: 1
- Montoya: Unidentified Forms Of Sound
- Muddy Effect: Deck Wizards – Enhanced Reality
- Mushi mush (Void Rmx 2005)
- My Mummy Said: Space Mantra
- One Absolute: Full On 3
- Psycho Live Mix: Full On 4
- Raveolution: Dali, Infected mushroom, Skazi, Sun project, Raja, Ram, Chicago, 29 – 30.04.2005
- Red Filter: Full On 5
- Scotch: Voojo Rituals
- ShakawKaw Remix (VibeTribe): Un:Balanced
- Smahutta: Full On 6
- Symphonatic: Tsunami
- The End Of Infinity: Boom Bolenat
- The Fly: Psychotropic
- The Messenger: Kum Haras
- Tiwanacu: Kum Haras
- Voices: Tsunami
- Waves Of Sound: Full On 4
- Wheels Of Time: Digital Dance Of Shiva
- Where Is S: Destination Goa 7
- Wider: Future Navigators II
- LSD Story (Duvdev Rmx): GMS – The Remixes
- Now Is The Time (Duvdev Solo): Full On 7
- Monster (A.K.A Something Else): Astrix – Artcore
- 9%: Heat Seekers Israeli Trance Allstars